# Ryuta Hara
Ryuta Hara (原 竜太 Hara Ryuta?), född 19 april 1981 i Tokyo prefektur, är en japansk före detta fotbollsspelare.
Hara började sin karriär 2000 i Nagoya Grampus Eight. 2004 flyttade han till Kyoto Purple Sanga. Efter Kyoto Purple Sanga spelade han för Montedio Yamagata och Shonan Bellmare. Han avslutade karriären 2009.